# Anovec
Anovec je gručasto naselje v Občini Krško. Nahaja se sredi zakraselega planotastega sveta, severovzhodno od Krškega. Blizu ponora krajše ponikalnice Ločkega dola je zaselek Loke.
Naselje se prvič omenja leta 1309.